# 新宿セブン
『新宿セブン』（しんじゅくセブン、英語: Shinjuku Seven）は、 原作：観月昴、作画：奥道則による日本のビジネス漫画。『漫画ゴラク』（日本文芸社）にて2015年2月20日号から開始され、その後『漫画ゴラクスペシャル』（同社）に2016年1月号から移籍し、同誌が電子化した創刊号の2020年8月15日号まで連載された。
2017年、テレビ東京でテレビドラマ化された。

## 登場人物
七瀬
新宿で質屋を営む男性。派手な外見だが、鑑定士としての技術は一流。自らの出自に不明点が多いことから、鑑定品に対しても偽物をひどく嫌う傾向にある。
大野健太
七瀬の質店の従業員。ごく普通の青年だが、結婚詐欺被害に会い絶望していた所を七瀬に救われたことをきっかけに彼の質店で働くことになる。
神奈(かんな)
七瀬の知人。歌舞伎町でネイリストをしながら風俗嬢達に金を貸す闇金融業をしている女性。

## 書誌情報
- 観月昴（作）奥道則（画） 『新宿セブン』 日本文芸社 〈ニチブンコミックス〉、全12巻
  1. 2015年06月9日発売[1]、ISBN 978-4-537-13298-4
  2. 2015年09月19日発売[2]、ISBN 978-4-537-13338-7
  3. 2016年05月28日発売[3]、ISBN 978-4-537-13444-5
  4. 2017年03月18日発売[4]、ISBN 978-4-537-13560-2
  5. 2017年10月7日発売[5]、ISBN 978-4-537-13637-1
  6. 2017年12月9日発売[6]、ISBN 978-4-537-13665-4
  7. 2018年03月29日発売[7]、ISBN 978-4-537-13716-3
  8. 2018年11月29日発売[8]、ISBN 978-4-537-13846-7
  9. 2019年07月19日発売[9]、ISBN 978-4-537-13948-8
  10. 2020年02月10日発売[10]、ISBN 978-4-537-14200-6
  11. 2020年09月28日発売[11]、ISBN 978-4-537-14287-7
  12. 2020年11月30日発売[12]、ISBN 978-4-537-14309-6

## テレビドラマ
2017年10月14日から12月23日まで毎週土曜日0:12 - 0:52（金曜日深夜）に、テレビ東京系のドラマ24枠で放送。上田竜也の地上波連続テレビドラマ初主演作である。ジャニーズ事務所所属タレントが同枠の主演を務めるのは、『トラブルマン』の加藤成亮（NEWS）以来7年半ぶりとなる。

### キャスト
- 七瀬 - 上田竜也（KAT-TUN）
- 大野健太 - 中村倫也
- 水月華 - 大野いと
- 栞 - 家入レオ
- 楓 - 工藤綾乃
- セン - 矢野浩二
- 宝生エリカ - 野波麻帆
- 王（ワン） - 嶋田久作
- 近藤昭人 - 田中哲司
- シノブ - 夏木マリ

#### ゲスト
複数話・単話登場の場合は演者名の横の括弧（）内に表記。
第1話
- 鮫島 - 駿河太郎
- 明日香 - 片山萌美

第2話
- 美鈴 - 清水くるみ

第3話
- 福富大輔 - 西岡徳馬

第4話
- くるみ李穂 - 矢作穂香

第5話
- 尾上正昭 - 斎藤洋介
- やたらとエロい女 - 倉持由香
- Bar薫店員・イサオ - GENKING

第6話
- 坂田奈実 - 川島鈴遥
- 高木加奈 - 畑芽育
- 坂田五郎 - ダンカン
- 美藍 - 蒼井そら

第7話
- 雷 - 袴田吉彦
- 鈴麗 - 上原実矩

第8話
- ナベ - 神保悟志
- 琢也 - 栁俊太郎
- 美優 - 糸原美波（劇団4ドル50セント）

第11話
- コワモテの客 - 谷中敦（東京スカパラダイスオーケストラ）、大森はじめ（東京スカパラダイスオーケストラ）

### スタッフ
- 原作 - 観月昴・奥　道則『新宿セブン』（『漫画ゴラク』連載中 /日本文芸社）
- 脚本 - 山田能龍、山岡潤平、和田清人、小寺和久
- 監督 - 藤井道人、植田泰史、佐藤源太、山内大典、淵上正人
- 音楽 - 末廣健一郎
- オープニングテーマ - 東京スカパラダイスオーケストラ「白と黒のモントゥーノfeat.斎藤宏介（UNISON SQUARE GARDEN）」（cutting edge）
- エンディングテーマ - 上田竜也「未完成のアンサー」
- チーフプロデューサー - 浅野太（テレビ東京）
- プロデューサー - 田辺勇人（テレビ東京）、阿部真士（テレビ東京）、髙田良平（共同テレビジョン）
- 制作 - テレビ東京・共同テレビジョン
- 製作著作 - 「新宿セブン」製作委員会

### 放送日程
| 各話   | 放送日   | サブタイトル                                               | 脚本     | 監督     |
| ------ | -------- | ---------------------------------------------------------- | -------- | -------- |
| 第1話  | 10月14日 | 宝石から拳銃まで…善か極悪か!? 歌舞伎町のアウトロー鑑定士   | 山田能龍 | 藤井道人 |
| 第2話  | 10月21日 | 鑑定額200円の女と腕時計に運命を託す男                      | 山田能龍 | 藤井道人 |
| 第3話  | 10月28日 | 生か死か!? 謎の人形と命を賭けた鑑定ゲーム                  | 和田清人 | 植田泰史 |
| 第4話  | 11月04日 | 地下アイドルを鑑定! 憎しみのアラーム時計と"12のメロディ"   | 山岡潤平 | 植田泰史 |
| 第5話  | 11月11日 | どエロい壺を㊙鑑定 ボロ腕時計20万!? 甦る記憶と恐怖の歌     | 山岡潤平 | 佐藤源太 |
| 第6話  | 11月18日 | 幽霊を鑑定!? 美少女の噓と限定テディベア 激レア! 幻の50円玉 | 和田清人 | 植田泰史 |
| 第7話  | 11月25日 | 負ければ死…恐怖のゴルフ対決! 命を賭けた300万強奪大作戦     | 和田清人 | 佐藤源太 |
| 第8話  | 12月02日 | 最終章! 甦るライターの記憶と処刑の歌…私の居場所はどこ?     | 小寺和久 | 山内大典 |
| 第9話  | 12月09日 | 狂い出す運命…手に入れた復讐の"カギ"ラスト3分の衝撃!        | 和田清人 | 淵上正人 |
| 第10話 | 12月16日 | 生存率1/3!? 死のゲーム…最後の鑑定は"父が遺した拳銃"        | 山田能龍 | 山内大典 |
| 最終話 | 12月23日 | さよなら…"運命"を決める最後の鑑定! 銃口の先にある真実      | 和田清人 | 植田泰史 |

| テレビ東京系 ドラマ24                        | テレビ東京系 ドラマ24                    | テレビ東京系 ドラマ24                                                                                  |
| 前番組                                       | 番組名                                   | 次番組                                                                                                 |
| -------------------------------------------- | ---------------------------------------- | --- |
| 下北沢ダイハード （2017年7月22日 - 9月30日） | 新宿セブン （2017年10月14日 - 12月23日） | ドラマ24 第50弾特別企画 オー・マイ・ジャンプ! 〜少年ジャンプが地球を救う〜 （2018年1月13日 - 3月24日） |